# Koray Çölgeçen
Koray Çölgeçen (* 25. Mai 1985 in Izmir) ist ein türkischer Fußballspieler.

## Karriere

### Verein
Çölgeçen begann mit dem Vereinsfußball in der Jugend von Göztepe Izmir und wurde im Sommer 2001 in den Kader der Reservemannschaft aufgenommen. Hier erkämpfte er sich auf Anhieb einen Stammplatz. Hier fiel er dem Trainerstab der Profimannschaft auf und wurde, parallel zu seiner Tätigkeit bei der Reserve, auch am Training der Profis beteiligt und saß einige Male auf der Ersatzbank. Sein Debüt für das Profiteam gab er am 3. Mai 2002 in einer Süper-Lig-Partie gegen Trabzonspor. Im August des gleichen Jahres erhielt er endgültig einen Profivertrag, spielte aber weiterhin überwiegend für die Reserve. Göztepe verpasste in der Saison 2002/03 den Klassenerhalt. Çölgeçen ging zur nächsten Saison mit seiner Mannschaft in die TFF 1. Lig. Hier erkämpfte er sich auf Anhieb einen Stammplatz und absolvierte bis zum Saisonende 21 Ligabegegnungen.
Weil Göztepe zum Saisonende in die TFF 2. Ligabstieg, verließ Çölgeçen den Verein und wechselte zum Zweitligisten Kocaelispor. Bei diesem Verein war er drei Saisons tätig, bevor er zum Erstligisten Kayserispor wechselte. Hier erhielt er vom Trainer Tolunay Kafkas große Unterstützung und avancierte zu einem der Shootingstars der Saison. Zum Saisonende erreichte er mit seiner Mannschaft den fünften Tabellenplatz in der Süper Lig und gewann den Türkischen Fußballpokal. In der fiel er den Großteil der Saison verletzungsbedingt aus.
Zur Saison 2009/10 wechselte er zum Ligakonkurrenten MKE Ankaragücü. Hier erlebte er eine durchwachsene Spielzeit und kam zu 15 Ligaeinsätzen.
Zum Saisonende verließ Çölgeçen Ankaragücü und wechselte zum Süper-Lig-Aufsteiger Bucaspor. Nachdem dieser Verein bereits nach einer Spielzeit wieder in die TFF 1. Lig abgestiegen war, wechselte Çölgeçen erneut. Diesmal zum Zweitligisten Denizlispor. Auch bei Denizlispor gelang ihm der Sprung in die Stammformation nicht; er verließ zum Saisonende den Verein.
Zum Sommer 2012 wurde erst sein Wechsel zu Ankaraspor bekanntgegeben. Dieser Verein war zwei Jahre zuvor vom Türkischen Fußballverband aus allen Wettbewerben suspendiert wurden und hatte nach langen Gerichtsverhandlungen wieder das Recht bekommen an der Süper Lig teilzunehmen. Daher wurden im Sommer mehrere gestandene Spieler, u. a. Koray Çölgeçen, eingekauft. Später entschied sich Ankaraspor selber eine Spielzeit auszusetzen, sodass die gekauften Spieler wieder freigestellt wurden. Daraufhin wechselte Çölgeçen zum Zweitligisten Adanaspor.
Bei Adanaspor kam Çölgeçen in der Hinrunde der Saison 2012/13 zu einem Einsatz im türkischen Pokal. Die Rückrunde der Saison verbrachte er auf Leihbasis bei Balıkesirspor und wechselte am 26. Juli 2013 zu Alanyaspor. Im Januar 2016 verließ er diesen Verein.

### Nationalmannschaft
Çölgeçen durchlief von der türkischen U-15 bis zu türkischen U-20 nahezu alle Altersstufen der türkischen Nationalmannschaften.

## Erfolge
- Mit Kayserispor
  - Türkischer Pokalsieger (1): 2007/08

- Mit Balıkesirspor
  - Aufstieg in die TFF 1. Lig: 2012/13